# با (مدينة)

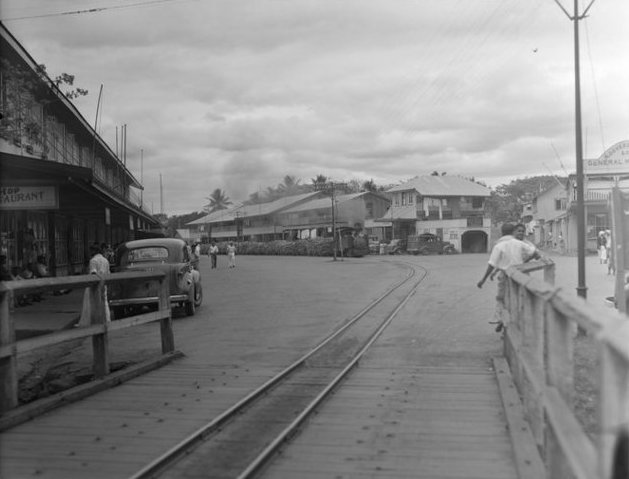

با (بالإنجليزية: Ba) مدينة تقع في فيتي ليفو أكبر جزر فيجي وتبعد 37 كيلومتر عن مدينة لاوتوكا وتبعد 62 كيلومتر عن مدينة نادي . يبلغ عدد سكان المدينة 14,596 نسمة حسب إحصاء سنة 1996 بينما تبلغ مساحتها 327 كيلومتر مربع .